# Cocked And Re-Loaded
Cocked & Re-Loaded är en nyinspelning av L.A. Guns klassiska album Cocked & Loaded från 1989. Albumet innehåller även en remix av låten "Rip And Tear".

## Låtlista
1. "Letting Go"
2. "Slap In the Face"
3. "Rip and Tear"
4. "Sleazy Come Easy Go"
5. "Never Enough"
6. "Malaria"
7. "The Ballad of Jayne"
8. "Magdalaine"
9. "Give a Little"
10. "I'm Addicted"
11. "17 Crash"
12. "Showdown (Riot On Sunset)"
13. "Wheels of Fire"
14. "I Wanna Be Your Man"
15. "Rip and Tear" (Remix)

## Medverkande
- Phil Lewis - sång
- Tracii Guns - gitarr
- Mick Cripps - gitarr
- Kelly Nickels - bas
- Steve Riley - trummor